# Bdellatomi
Bdellatomi (av grekiskans bdella, blodigel, och tome, snitt) är en föråldrad metod att åstadkomma långvariga bloduttömningar med hjälp av blodiglar. Först får igeln suga blod från patienten på normalt sätt. När igeln är full med blod, gör man ett snitt i djurets bakre ände, så att det blod som finns i tarmen rinner ut oupphörligt. Metoden uppfanns av Berlinläkaren Julius Beer (1822-1874).